# Big Valley
Big Valley es un pueblo canadiense situado en la provincia de Alberta.

## Superficie
Big Valley tiene una superficie de 1,86 km².

## Demografía
En 2021, tenía 331 habitantes, una densidad poblacional de 177,5 hab./km², y 186 viviendas.